# Metacnephia vestita
Metacnephia vestita är en tvåvingeart som först beskrevs av Günther Enderlein 1929.  Metacnephia vestita ingår i släktet Metacnephia och familjen knott. Inga underarter finns listade i Catalogue of Life.